# Hydrelia rubrilinea
Hydrelia rubrilinea är en fjärilsart som beskrevs av Inoue 1987. Hydrelia rubrilinea ingår i släktet Hydrelia och familjen mätare. Inga underarter finns listade i Catalogue of Life.